# Hapoël Kfar Saba
Maillots
Le Hapoël Kfar Saba Football Club (en hébreu : מועדון כדורגל הפועל כפר סבא), plus couramment abrégé en Hapoël Kfar Saba, est un club israélien de football fondé en 1928 et basé dans la ville de Kfar Saba.

## Histoire

### Historique du club
- 1936 : fondation du club

### Histoire du club
En juillet 2017, le club est racheté par un ancien joueur du club, Itzhak Shum.

## Palmarès
| \| - Championnat d'Israël (1) : - Champion : 1981-82. - Coupe d'Israël (3) : - Vainqueur : 1974-75, 1979-80 et 1989-90. - Supercoupe d'Israël (1) : - Vainqueur : 1982. - Finaliste : 1975, 1980 et 1990. \| \| - Championnat d'Israël D2 (5) : - Champion : 1951-52, 1955-57, 1967-68, 2001-02 et 2004-05. - Vice-champion : 1994-95 et 2014-15. - Championnat d'Israël D3 (1) : - Champion : 2013-14. \| |  | |
| - Championnat d'Israël (1) : - Champion : 1981-82. - Coupe d'Israël (3) : - Vainqueur : 1974-75, 1979-80 et 1989-90. - Supercoupe d'Israël (1) : - Vainqueur : 1982. - Finaliste : 1975, 1980 et 1990. |  | - Championnat d'Israël D2 (5) : - Champion : 1951-52, 1955-57, 1967-68, 2001-02 et 2004-05. - Vice-champion : 1994-95 et 2014-15. - Championnat d'Israël D3 (1) : - Champion : 2013-14. |

## Personnalités du club

### Présidents
- Kobi Levite
- Stav Shaham
- Itzhak Shum

### Entraîneurs[3]
| - Haim Reich (1951 - 1954) - Edmond Schmilovich (1954 - 1955) - Emmanuel Scheffer (1955) - Moshe Poliakov (1955 - 1956) - Israel Weiss (1956 - 1957) - Zvi Erlich (1957 - 1958) - Yair Levita (1958 - 1959) - Eliezer Spiegel (1959) - Yair Levita (1959) - Eliezer Spiegel (1959) - Emmanuel Scheffer (1959) - Yair Levita (1959 - 1960) - Harry Gibbons (1960) - Moshe Varon (1960 - 1961) - Edmond Schmilovich (1961 - 1962) - Yair Levita (1962) - Arie Koch (1962 - 1963) - Lonia Dvorin (1963) - Gershon Meller (1963 - 1964) - Arie Koch (1964 - 1965) - Arie Radler (1965 - 1968) - Ya'akov Grundman (1968 - 1970) - Rehavia Rosenbaum (1970 - 1972) - Nahum Stelmach (1972 - 1973) - Shlomo Scharf (1973 - 1976) | - Arie Radler (1976) - Dror Kashtan (1976 - 1977) - Amnon Raz (1977 - 1978) - Shlomo Scharf (1978 - 1980) - Avraham Marchinski (1980 - 1981) - Dror Kashtan (1981 - 1983) - Itzhak Shum (1983 - 1985) - Nissim Bachar (1985 - 1987) - Shimon Shenhar(1987 - 1988) - Avraham Marchinski (1988 - 1989) - Wojciech Łazarek (1989 - 1990) - Asher Messing (1990 - 1991) - Avraham Marchinski (1991 - 1993) - Adir Shamir (1994) - Nissim Bachar (1994) - Eli Yani (1994 - 1995) - Avi Cohen (1996 - 1998) - Shimon Shenhar (1998) - Moshe Sinai (1998 - 1999) - Eyal Lahman (1999) - Avi Cohen (1999 - 2000) - Elisha Levy (2000) - Motti Ivanir (2000 - 2001) - Uri Elkabetz (2001) - Miro Ben Shimon (2001) | - Itzhak Shum (2001 - 2002) - Tamir Ben Haim (2002 - 2003) - Michael Kadosh (2003 - 2004) - Elisha Levy (2004 - 2006) - Eli Ohana (2006 - 2008) - Slobodan Drapić (2008 - 2009) - Tomer Kashtan (2009 - 2011) - Guy Azouri (2011) - Moshe Hershko (2011 - 2012) - Asi Domb (2012) - Alon Mizrahi (2012) - Ran Goldig (2013) - Idan Shum / Tamir Ben Haim (2013) - Yehoshua Feigenbaum (2013) - Felix Naim (2013 - 2015) - Sharon Mimer (2016 - 2017) - Eli Cohen (2017) - Felix Naim (2017) - Messay Dego (2017 - 2018) - Raimondas Zutautas (2018) - Haim Shabo (2018) - Erez Benodis (2018 - 2019) - Ofir Haim (2019 - 2020) - Amir Turgeman (2020 - ) |

### Anciens joueurs
- Samuel Yeboah
- Emmanuel Pappoe
- Itzhak Shum

## Identité visuelle

Ancien logo.
Logo actuel.